# Birgit Treiber
Birgit Treiber (República Democrática Alemã, 26 de fevereiro de 1960 (65 anos) é uma nadadora alemã retirada especializada em provas de estilo costas, onde conseguiu ser subcampeona olímpica em Montreal 1976 nos 100  e 200 metros.

## Carreira desportiva
Nas Olimpiadas de Montreal 1976 ganhou três medalhas: ouro nos relevos de 4x100 metros estilos (nadando de costas), e prata em 100 e 200 metros estilo costas.
Quatro anos depois, nos Jogos Olímpicos de Moscovo 1980 ganhou a medalha de bronze nos 200 metros costas, com um tempo de 2:14.14 segundos, depois das também alemãs Rica Reinisch  que bateu o recorde do mundo com 2:11.77 segundos, e Cornelia Polit.